# A Testőrség Muskétásai
A Testőrség Muskétásai (franciául: Mousquetaires de la Garde) a francia királyi udvar katonai részének egyik harcoló százada volt.

## Története

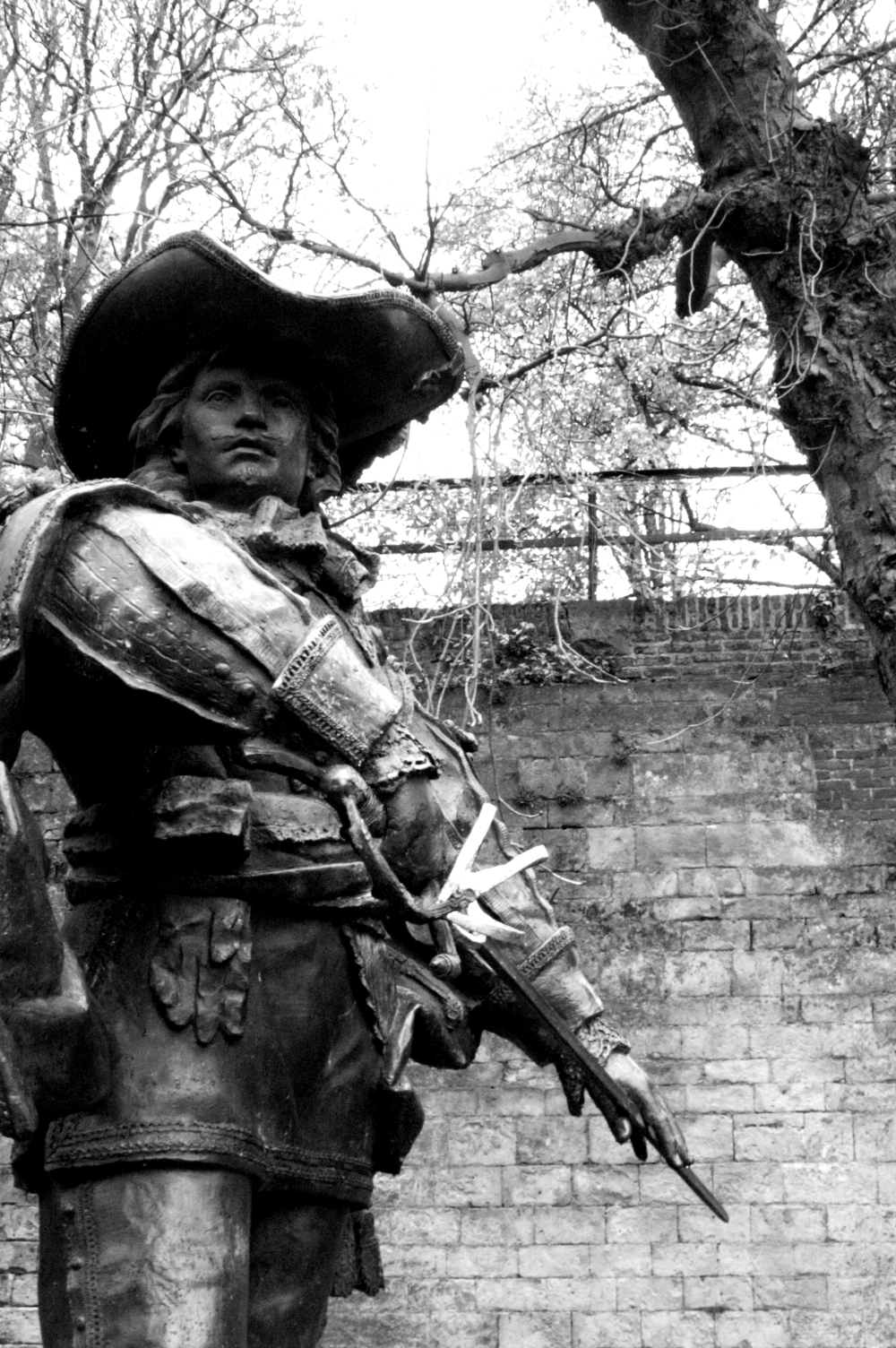
Charles de Batz de Castelmore (D’Artagnan) szobra a maastrichti városi parkban

Az alakulatot 1622-ben hozták létre, XIII. Lajos francia király kezdeményezésére úgy, hogy egy századnyi könnyűlovast muskétákkal szereltek fel. A muskétások egyaránt küzdöttek gyalogosan és lóháton is. Ők alkották a király testőrségét, amikor az elhagyta a palotáját (a palotán belül a Királyi Testőrség, illetve a Svájci Gárda volt az „illetékes”).
Röviddel a megalakítás után Richelieu bíboros, főminiszter egy második századot is létrehozott. A bíboros 1642-ben bekövetkezett halála után az alakulat Jules Mazarin bíboros fennhatósága alá kerül, aki ezt az egységet 1646-ban feloszlatta. A Muskétások egy százada 150 fővel újra megjelent 1657-ben, de Mazarin 1661-es halálát követően a bíboros Muskétásai XIV. Lajos király közvetlen parancsnoksága alá kerültek.
A két századot 1664-ben újjászervezték: az első század kapta a Szürke Muskétások elnevezést, míg a második századot a Fekete Muskétások névvel illették (mindkét alakulat a lovai színe után kapta az elnevezését). Körülbelül ebben az időben duplázták meg a századok állományának a létszámát is.
A Muskétások az ancien régime legmegbecsültebb katonai alakulatai közé tartoztak. Eredetileg csak nemesemberek léphettek soraikba. Michelle le Terrier reformjait követően – amikor is előírták, hogy tiszti kinevezést csak olyan személy kaphat, aki rendelkezik meghatározott számú katonai szolgálati évvel – sok nemes kereste a lehetőséget, hogy a privilegizált alakulatnál szolgálhassa le ezeket az éveket.
Az alakulatot XVI. Lajos király – költségvetési indokokra hivatkozva – 1776-ban feloszlatta. Nem sokkal az 1789-es újjáalakítást követően ismét megszüntették az egységet. Utoljára 1814. július 6-án szervezték újjá a Muskétásokat, de 1816. január 1-jén végérvényesen feloszlatták őket.

## Nevezetes muskétások
- Charles de Batz de Castelmore d’Artagnan
- Louis de Rouvroy, Saint-Simon hercege
- Charles-Guillaume Gouhier des Champeaux de Petiteville, Charencey grófja

## Fordítás
Ez a szócikk részben vagy egészben  a   Musketeers_of_the_Guard című angol Wikipédia-szócikk fordításán alapul.  Az eredeti cikk szerkesztőit annak laptörténete sorolja fel. Ez a jelzés csupán a megfogalmazás eredetét és a szerzői jogokat jelzi, nem szolgál a cikkben szereplő információk forrásmegjelöléseként.